# Nemoptera sinuata
Nemoptera sinuata is een insect uit de familie Nemopteridae. De wetenschappelijke naam is in 1811 gepubliceerd door Olivier.

## Kenmerken
Het onderste gedeelte van de achtervleugels zijn erg lang lint- of draadvormig uitgetrokken.